# Harpactea carusoi
Harpactea carusoi este o specie de păianjeni din genul Harpactea, familia Dysderidae, descrisă de Alicata, 1974. Conform Catalogue of Life specia Harpactea carusoi nu are subspecii cunoscute.